# Президентские выборы в Монголии (1997)
Президентские выборы в Монголии проводились 18 мая 1997 года. Президентом был избран Нацагийн Багабанди от Монгольской народно-революционной партии, который с большим преимуществом опередил действующего президента Пунсалмаагийна Очирбата от социал-демократической партии, которого поддерживала коалиция Демократический союз.

## Результаты
| Кандидат                                              | Партия                                         | Голоса  | %    |
| ----------------------------------------------------- | ---------------------------------------------- | ------- | ---- |
| Нацагийн Багабанди                                    | Монгольская народно-революционная партия       | 597 573 | 62,5 |
| Пунсалмаагийн Очирбат                                 | Коалиция Демократический союз                  | 292 896 | 30,6 |
| Жамбын Гомбожав                                       | Монгольская консервативная объединённая партия | 65 201  | 6,8  |
| Недействительных/пустых бюллетеней                    | Недействительных/пустых бюллетеней             | 26 970  | —    |
| Всего                                                 | Всего                                          | 982 640 | 100  |
| Источник: Центральная избирательная комиссия Монголии |                                                |         |      |